# Riley Sheehan
Riley Sheehan (født 16. juni 2000 i Boulder) er en cykelrytter fra USA, der er på kontrakt hos Israel-Premier Tech.